# Johann von Türckheim (Politiker)
Freiherr Johann von Türckheim zu Altdorf (* 17. Oktober 1778 in Straßburg; † 30. Juli 1847 in Ragaz) war ein badischer Beamter und Politiker.

## Herkunft
Johann von Türckheim entstammte einer 1782 in den Reichsfreiherrenstand erhobenen evangelischen Familie, welche im 18. Jahrhundert bedeutende Bankiers, Kaufleute und Politiker in Straßburg hervorgebracht hatte. Türckheims gleichnamiger Vater, der Jurist und Diplomat Johann Freiherr von Türckheim (1749–1824), floh 1789 vor den Auswirkungen der Französischen Revolution auf seinen Besitz Altdorf in der Ortenau und trat in der Folge als Diplomat in den Dienst verschiedener deutscher Reichsstände.

## Leben
Erzogen wurde Türckheim unter der Leitung seines Vaters. Ab 1793 studierte Johann von Türckheim Rechtswissenschaften an den Universitäten in Tübingen und Erlangen. Im Jahre 1799 übernahm er das Kommando über den Landsturm aus den reichsritterschaftlich-ortenauischen Dörfern. Nach dessen Umwandlung in eine Miliz trat Türckheim noch im gleichen Jahr in den österreichischen Militärdienst über. Er machte als Offizier in den Regimentern Baron Vukastevich Nr. 48 und Lattermann Nr. 45 die Feldzüge von 1800 und 1801 mit. Auf Wunsch seines Vaters schied er 1803 aus der österreichischen Armee aus. Nun wurde er als Assistent seines Vaters kurfürstlich- und herzoglich-sächsischer Gesandter bei der fränkischen Kreisversammlung in Nürnberg. Alsbald übernahm er dort die alleinige Führung der Geschäfte, nachdem sein Vater hessen-darmstädtischer Gesandter beim Reichstag in Regensburg geworden war. Als mit der Auflösung des Heiligen Römischen Reichs die reichsritterschaftlichen Gebiete der Ortenau an Baden fielen und Türckheim somit badischer Staatsbürger wurde, trat er in die Dienste Großherzog Karl Friedrichs. Im November 1808 erhielt Türckheim die Stelle eines Regierungsrats bei der Regierung des Mittelrheinkreises in Karlsruhe. Gleichzeitig wurden ihm Referendariatsgeschäfte beim Ministerium der auswärtigen Angelegenheiten übertragen. Bei Ausführung der neuen Landesorganisation im folgenden Jahr wurde er Vizedirektor des Landeshoheitsdepartements im Ministerium des Innern und vier Jahre später Direktor des Main- und Tauberkreises in Wertheim. 1814 wurde er zum Direktor des Dreisamkreises in Freiburg ernannt. Auf diesem Posten verblieb er bis zum Jahr 1831, nachdem er 1819 gleichzeitig auch noch das Amt eines landesherrlichen Kommissärs bei der Universität Freiburg bekleidete. Seit Einführung der Verfassung in Baden im Jahre 1819 gehörte Türckheim als Abgeordneter des grundherrlichen Adels ob der Murg der Ersten Kammer der Badischen Landstände an. Vorübergehend war Türckheim auch Mitglied der Staatsministerialabteilung. Des Weiteren gehörte Türckheim 1820 der besonderen Kommission zur Vorbereitung der Budgetvorlagen an. Als Mitglied der Ersten Kammer hat er im ersten Jahrzehnt des Bestehens der landständischen Verfassung eine Reihe von Berichten verfasst, wie etwa über die Gemeindeordnung und das Budget. Als Berichterstatter der Ersten Kammer verteidigte er auf dem ersten Landtag 1819 mit Nachdruck das von der Regierung Berstett eingebrachte Adelsedikt vom 16. April 1819. Die Zweite Kammer griff dieses Edikt in scharfer Form an. Dadurch geriet Türckheim in einen heftigen persönlichen Gegensatz zu dem Berichterstatter der Zweiten Kammer, seinem späteren Ministerkollegen Ludwig Georg Winter. Großherzog Leopold ernannte Türckheim im Juli 1831 zum Minister des großherzoglichen Hauses und der auswärtigen Angelegenheiten. Nur vier Jahre übte Türckheim dieses Amt aus. In den Jahren unmittelbar nach der Julirevolution konnte Türckheim seine Überzeugungen wenig zur Geltung bringen und auf die Geschicke seines Landes keinen bestimmenden Einfluss gewinnen. Die Vollstreckung repressiver Beschlüsse des Bundestags, die er gegenüber der badischen Regierung und dem Landtag zu vertreten hatte, machte ihn zur Zielscheibe des Unmuts  in der öffentlichen Meinung. Nach dem Ausscheiden aus dem Ministerium Winter 1835 zog sich Türckheim auf seinen Landsitz in Altdorf zurück. Die folgenden Jahre nutzte er zur Sammlung und Bearbeitung früher niedergeschriebener Aufsätze, die er 1842 und 1845 in zwei Bänden unter dem Titel Beobachtungen auf dem Gebiete der Verfassungs- und Staatenpolitik herausbrachte. 1846 nahm er noch einmal ein Mandat für die Erste Kammer an, und zwar das der Universität Freiburg.

## Familie
Türckheim war seit 1814 mit Friederike von Günderode verheiratet. Sie war die Tochter des großherzoglich-hessischen Oberappellationsgerichtsrats Freiherr von Günderode in Darmstadt. Friederike von Günderode war eine Tochter aus einer Familie des alten Frankfurter Patriziats und Türckheim wurde daher 1822 in die Adelige Ganerbschaft des Hauses Alten Limpurg aufgenommen.
Türckheims Sohn Hans (* 5. Dezember 1814 in Freiburg; † 21. November 1892) war 1864 bis 1883 badischer Gesandter in Berlin und Vater des späteren Botanikers Hans von Türckheim.